# Sarare (paroisse civile)
Pour les articles homonymes, voir Sarare.
Sarare est l'une des trois paroisses civiles de la municipalité de Simón Planas dans l'État de Lara au Venezuela. Sa capitale est Sarare, chef-lieu de la municipalité.

## Géographie

### Démographie
Hormis sa capitale Sarare, chef-lieu de la municipalité, la paroisse civile comporte plusieurs localités, dont :
- Chupa La Flor
- Corozal
- El Cocuyo
- El Roble
- Gamelotal
- La Estefanía
- La Tronadora
- Las Aroitas
- Sarare
  - Las Vueltas
- Maporal